# Cantón de Lanouaille
El cantón de Lanouaille era una división administrativa francesa, que estaba situada en el departamento de Dordoña y la región de Aquitania.

## Composición
El cantón estaba formado por diez comunas:
- Angoisse
- Dussac
- Lanouaille
- Nanthiat
- Payzac
- Saint-Cyr-les-Champagnes
- Saint-Sulpice-d'Excideuil
- Sarlande
- Sarrazac
- Savignac-Lédrier

## Supresión del cantón de Lanouaille
En aplicación del Decreto n.º 2014-218 de 21 de febrero de 2014, el cantón de Lanouaille fue suprimido el 22 de marzo de 2015 y sus 10 comunas pasaron a formar parte; nueve del nuevo cantón de Isle-Loue-Auvézère y una del nuevo cantón de Thiviers.